# 제3세대 여성주의

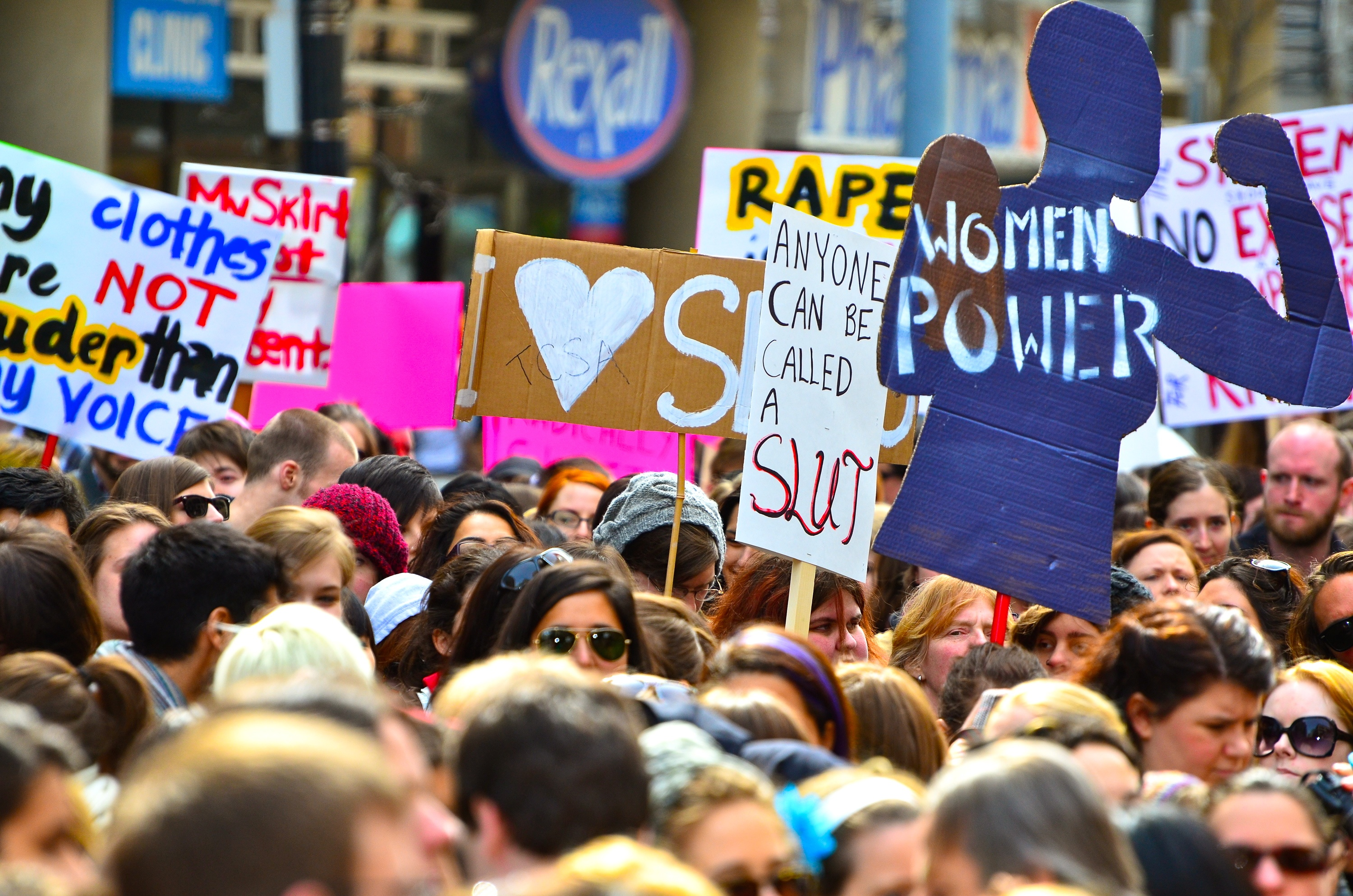
2011년 토론토 최초의 슬럿워크.

제3파/제3물결 여성주의(第三波 女性主義, 영어: third-wave feminism) 또는 제3세대 여성주의(第三世代 女性主義)는 여성주의 활동 및 연구에서 각기 다양한 경향을 보여, 여성주의사 내에서 정확한 경계는 논쟁의 대상이 되지만, 일반적으로 1990년대 초에 시작되어 지속되고 있다. 이 운동은 1960년대에서 1970년대 동안에 제2세대 여성주의의 결단과 운동의 실패를 깨닫고 그에 반발에 부응하여, 그리고 ‘많은 살빛과, 인종과, 국적과, 종교와, 문화적 배경’을 지닌 여성에의 인식에서 부분적으로 생겨났다. 이 세대의 여성주의는 다양한 유사성을 지닌 여성의 다양한 집단을 포함한 여성주의의 주제를 확장시켜왔다. 리베카 워커는 1992년의 수필에서 ‘제3세대 여성주의’라는 단어를 새로이 만들었다. 워커는 제3세대가 다소 퀴어 및 비백인 여성에 중점을 둔 상징이 되었다고 제의하였다. 제3세대 여성주의자들은 퀴어 이론과 같은 견해에 주력하고, 또 성 역할의 기대와 고정관념을 폐지하여, 자신들의 목표를 넓혀갔다. 포르노그래피나, 성 노동, 성 매매 속의 여성에 대한 제2세대 여성주의자들의 결연한 입장과는 달리, 여성주의자 성 대립 논제에 대해 제3세대 여성주의자들은 상당히 모호하고 또 분열되어 있다.